# Hans-Lukas Teuber
Hans-Lukas Teuber (Berlín, 7 de agosto de 1916 - Islas Vírgenes, 4 de enero de 1977) fue jefe del departamento de psicología del Instituto Tecnológico de Massachusetts  y uno de los fundadores de la neuropsicología . Estudió la percepción y acuñó el término doble disociación .  Introdujo la hipótesis de la «descarga corolaria».  Dio la definición clásica de agnosia como "una percepción normal despojada de su significado". 

## Biografía
Hijo de Eugen Teuber. Estudió en el Colegio Francés de Berlín y en la Universidad de Basilea en Suiza (1935-1939). Emigró a los Estados Unidos en 1941 y ese mismo año se casó con Marianne Liepe. En 1947 se doctoró en psicología social en la Universidad de Harvard, dirigido por Gordon Allport .   Su tesis estudió la eficacia de los tratamientos psiquiátricos en adolescentes delincuentes. Sus primeros trabajos fueron en San Diego con el neurólogo Morris Bender. 
De 1946 a 1961 dirigió el Laboratorio de Psicofisiología en el Centro Médico Bellevue de la Universidad de Nueva York.  Su trabajo se centró en evaluar las lesiones cerebrales de los soldados veteranos de la Segunda Guerra Mundial,  con especial atención a los efectos de la lesión del lóbulo frontal . Introdujo la hipótesis de la “descarga corolaria”, que dice que el lóbulo frontal está involucrado en la anticipación del movimiento. 
En 1960 fundó el Departamento de Psicología en el MIT, hoy conocido como Departamento de Ciencias Cerebrales y Cognitivas. Contrató a Jerry Fodor, Thomas Bever y Merrill Garrett.  En el MIT, fue uno de los investigadores que estudió el caso de HM  Recibió el premio Karl Spencer Lashley en 1966
Falleció en un accidente de navegación en las Islas Vírgenes . 